# Callionymus semeiophor
Callionymus semeiophor är en fiskart som beskrevs av Fricke, 1983. Callionymus semeiophor ingår i släktet Callionymus och familjen sjökocksfiskar. Inga underarter finns listade.